# 方先之
方先之（1906年2月24日—1968年6月29日），浙江诸暨人，中国骨科学家、医学教育家。1933年于北平协和医学院毕业后留校，1938年赴美国波士顿大学留学，次年获博士学位后归国。1940年代在天津参与创立天河医院和天津骨科医院。1952年起任天津医学院教授、天津市立人民医院骨科主任，直至逝世。方先之创立了病灶清除疗法，以治疗骨结核患者。他一开始坚持前臂双骨折患者切开钢板复位及内固定的方法，后来又与尚天裕等实行了手法整复夹板外固定的中西医结合疗法。另外，他还提出了骨肿瘤的“方氏分类法”。

## 生平
方先之1906年2月24日生于浙江诸暨。其父方金兰是农民，没有文化。因其母汤氏没有奶水，先之由长嫂喂养。方金兰也做农肥生意，添置了一些田产，1923年去世，之后先之就由长兄方先灿抚养。先之7岁就读于下坂村私塾，12岁入读嘉兴的东门外小学。二哥方先昌在嘉兴工作，资助他在秀州中学完成了中学教育。1925年入读沪江大学医预科。拒绝母亲安排的婚事后，1928年考入协和医学院，毕业后留校任住院医师、外科总住院医师、助教、讲师、副教授等职位。1938年赴波士顿大学，师从骨科专家P·史密斯，次年获医学博士学位。
回国后，方先之成为协和医学院骨科副教授。1941年12月太平洋战争爆发后，方与协和的一些同仁来到天津创办了天和医院。他是骨科负责人，也兼及外科。医院的规模逐渐扩大。之后他主持开办了天津骨科医院，1944年8月1日在沙市道开业，最初只有10名工作人员、10张床位。1946年医院搬至长沙路，规模有所扩大，床位增至40张。
朝鲜战争爆发后，方先之成为第一批医疗队的队员，1951年回国。此时的天津市政府调整了原有的一些医院，马大夫纪念医院被改作天津市立人民医院，方先之成为骨科主任。在他任内，骨科发展为4个病区100多张床位的规模。1963年，他作为中国医学代表团团员赴罗马，在国际外科年会上宣读了《骨关节结合病灶清除疗法》、《中西医结合治疗前臂骨折》两篇论文。1964年赴开罗参加了第一届亚非医学会议。次年曾至河北任县城关公社做医疗工作。文化大革命爆发后受到迫害，1968年6月29日因肝癌病逝于天津市第一中心医院。

## 学术贡献
1947年，方先之提出了病灶清除疗法，这是一套对于主要骨关节的手术开始、清除病灶、植骨融合的规范。病灶指的是死骨、脓肿、干酪样物质、肥厚滑膜、纤维化瘘管、硬化骨腔壁等等。治疗方法要结合患者实际情况，比如对同时患脊柱结核与脊髓压迫的人，减压和融合要同时进行。术后要用抗结合药物治疗，尽可能保持患部机能。该疗法四肢主要关节和单纯脊柱结核的治愈率超过95%；脊柱结核合并截瘫者的康复率达90%。方先之1956年分析了941例病例，发表了专著《骨关节结核病灶清除疗法临床报告》和多篇论文。这种方法逐渐推广于全国。
1958年，人民医院的尚天裕等开始探索中西医结合治疗骨折。方先之对此一开始有所保留，他受的是西医训练。后来观察了一些中医的传统方法，认为那些方法一方面简便，另一方面复位效果不佳、固定不牢。他发现前臂在不旋时骨间隙最宽，骨干距离最远，骨间膜最紧张。骨折后骨间膜只要保持紧张，利于桡尺骨骨干的稳定。对于前臂骨折治疗，先在保持前臂中立位用分骨等手法整复，然后用分骨加压垫垫在前臂背侧两骨间，再利用小夹板控制旋转移位。方先之等模仿小云手、大云手动作设计了一套练习法，简化了骨折康复后的处理。对于肱骨骨折、股骨干骨折、骨腓骨骨折，他也提出了自己的一套治疗体系。整复手术的成功率提高到了95%，1962年天津国家科委在天津召开会议，中西医结合治骨折的成果通过了鉴定。
方先之还提出了骨肿瘤的“方氏分类法”，1950年代通行于中国大陆。根据骨肿瘤的临床、X射线和病理三种特征，他将骨肿瘤分为两大类：原发性骨肿瘤（骨基本组织肿瘤、骨附属组织肿瘤）；继发性或转移骨肿瘤。

## 医学教育
方先之注重医学基本功（书写病历、正规体格检查、外科基本操作），并常在星期天进行大查房、主持病理讨论。1953年，他倡导成立了天津医学院全国骨科医师进修班，设于人民医院。最初几届学员是具有5年以上临床经验的医师，方先之自编讲义、亲自授课。他每周进行示教手术，讲解操作方法，所得记录事后编为教材。到文革时期，进行了15期培训，培养学员约600人。